# Raduga Kh-20
El Raduga Kh-20 (nombre de informe de la OTAN: AS-3 Kangaroo) fue un misil de crucero lanzado desde el aire armado con una ojiva termonuclear que fue desarrollado por la Unión Soviética durante la Guerra Fría. El Kh-20 fue diseñado para ser lanzado desde el aire. El realizó sus pruebas en 1958 y 1959 y entró en servicio en 1960.
Inicialmente, el Kh-20 estaba destinado a ataques de represalia contra objetivos importantes en los Estados Unidos. Sin embargo, armar un Tu-95 con Kh-20 llevaba 22 horas y las ojivas termonucleares de primera generación eran difíciles de almacenar, lo que las hacía inadecuadas como armas de primera respuesta. Por lo tanto, el Kh-20 quedó relegado a ataques secundarios contra objetivos que sobrevivieron al ataque inicial y contra grupos de portaaviones. Finalmente, el tiempo de armado se redujo a 4 horas y se mejoró la confiabilidad. El eslabón más débil del Kh-20 seguía siendo su sistema de guía y una buena precisión requería una guía manual que era vulnerable a interferencias.

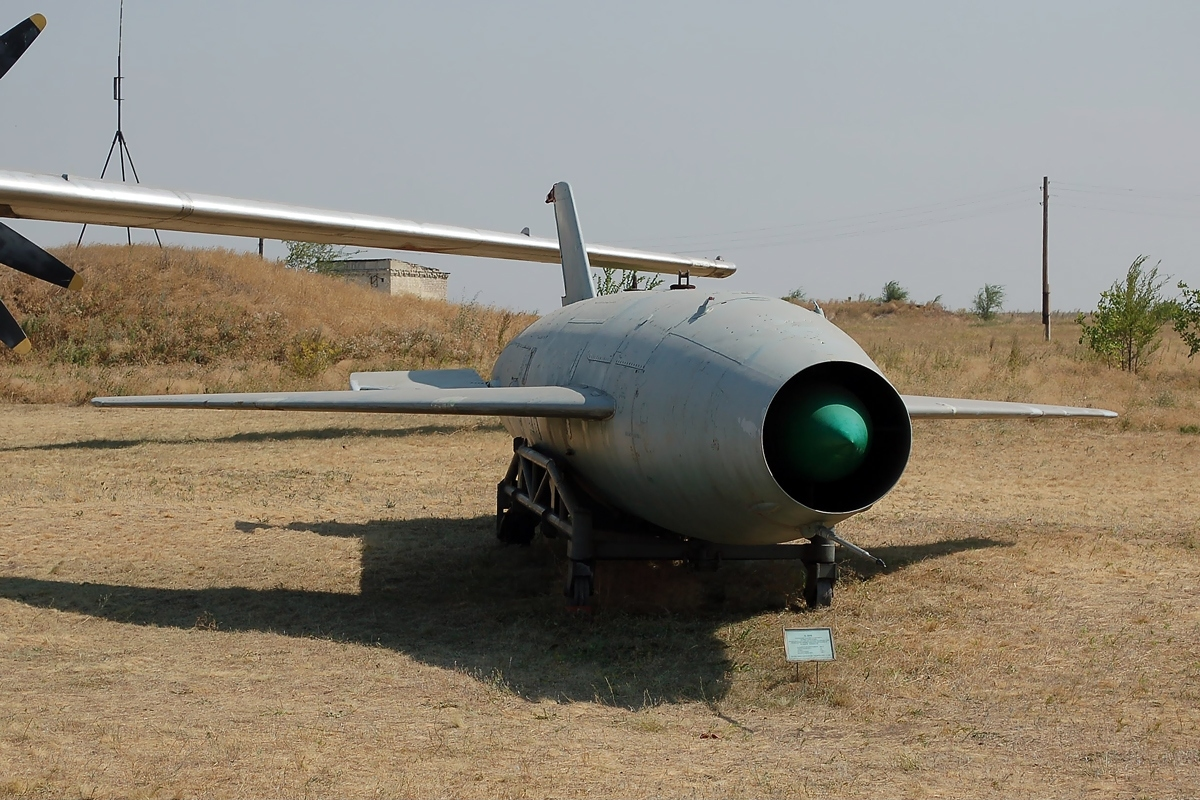
Un misil Kh-20 en una exhibición.

Un intento de adaptar el Myasishchev M-4 para el Kh-20 no tuvo éxito debido al gran tamaño del misil. El objetivo supersónico de gran altitud M-20 también fue abandonado debido a su alto coste. A finales de la década de 1970, el Kh-20 ya no tenía el rendimiento necesario para penetrar las defensas aéreas enemigas y fue reemplazado por el Kh-22 (designación OTAN AS-4 Kitchen) a mediados de la década de 1980.